# Шаньхайгуань
Шаньхайгуа́нь (спрощ.: 山海关区; піньїнь: Shānhǎiguān qū) — район міського підпорядкування міського округу Ціньхуандао, що в китайській провінції Хебей. Назва району походить від однойменного проходу у Великому мурі, що входить до списку Світової спадщини ЮНЕСКО.

## Адміністративний поділ
Район поділяється на 5 вуличних комітетів, 3 селища й 1 волость.